# Johnny Roosval
John (Johnny) August Emanuel Roosval (ur. 29 sierpnia 1879 w Kalmarze, zm. 18 października 1965 w Sztokholmie) – szwedzki historyk sztuki.
Pierwsze lata życia spędził w Kalmarze, ale już w dzieciństwie zamieszkał w Sztokholmie, gdzie uczęszczał do szkół. Studiował na Uniwersytecie w Uppsali w latach 1897-1899, po czym kontynuował naukę na uniwersytecie berlińskim, wybierając tam historię sztuki i kończąc ją doktoratem w roku 1903. Po studiach początkowo pracował w sztokholmskim Muzeum Nordyckim, później powrócił do Uppsali, gdzie został docentem na miejscowym uniwersytecie, a od 1914 do 1946 wykładał na Uniwersytecie Sztokholmskim, od 1918 jako profesor. Po przejściu na emeryturę w 1946, aż do śmierci mieszkał na Gotlandii, w zbudowanej na jego zlecenie w 1917 r. Villa Muramaris koło Visby.  
Roosval był pionierem szwedzkiej historii sztuki, zajmował się też popularyzacją wiedzy o krajowych zabytkach, co obejmowało również organizację wystaw poświęconych dziełom sztuki. W zakresie dydaktyki kładł nacisk na pracę w terenie i dokładne osobiste zapoznawanie się z zabytkami architektury, co było wówczas nowatorskie w skali Szwecji.  
W pracy naukowej specjalizował się w badaniu średniowiecznej architektury i wyposażenia kościołów Szwecji. Ważną część tych studiów stanowiły świątynie Gotlandii. Był autorem przeszło 600 publikacji. 
Roosval dwukrotnie się żenił - w 1907 z arystokratką i rzeźbiarką Elen z d. von Hallwyl, a powtórnie po jej śmierci. 